# Байкова, Наталья Борисовна
Наталья Борисовна Байкова (7 ноября 1894 года, Тбилиси — 11 марта 1964 года, Ташкент) — советская переводчица и библиограф, старший научный сотрудник сектора новой истории Института истории и археологии АН Узбекской ССР, кандидат исторических наук.

## Биография
Родилась 7 ноября 1894 года в Тбилиси в семье видного юриста-криминалиста. Получила широкую общеобразовательную подготовку, в совершенстве изучив, в частности, ряд западноевропейских языков. В 1949 году окончила экстерном исторический факультет Ташкентского государственного педагогического института.
Трудовой стаж Н. Б. Байковой начался с 1919 года. Свыше 20 лет она работала в качестве переводчицы и журналистки; ряд её очерков, рассказов и фельетонов на зарубежные темы публиковался в 1926 и последующие годы на страницах журналов «Ер-гози», «Гулистан», «Эркин хаёт», «Муштум». С октября 1940 года работала в Академии наук Узбекской ССР; её деятельность в качестве старшего научного сотрудника Института истории и археологии началась с апреля 1942 года.
В 1952 году защитила диссертацию на соискание учёной степени кандидата исторических наук по теме «Англо-кашгарский торговый договор 1874 года. Из истории Среднеазиатского вопроса».
Работая над библиографией литературы по Бабуру и «Бабур-наме», Н. Б. Байкова обратила внимание на мемуары дочери Бабура Гульбадан-Бегим («Хумаюн-наме»), которые она перевела на узбекский язык и опубликовала со своим предисловием в 1962 году. Н. Б. Байковой принадлежит также несколько интересных статей по англо-кашгарскому торговому договору и русско-индийским торговым отношениям в XVI—XVIII веках.
До последних часов своей жизни продолжала работать над рукописью своей большой монографии «Очерки по истории русско-индийских связей XVI—XIX веков через Среднюю Азию».
Скоропостижно скончалась 11 марта 1964 года.